# Peter Larsen
Peter Larsen, född 29 juni 1924 i Østrup, död 7 juli 1970 i Odense, var en dansk gårdsägare och politiker (Venstre). Han var jordbruksminister i Hilmar Baunsgaards regering 1968-1970.
Peter Larsen var son till gårdsägaren Hans Jørgen Johannes Larsen och Jenny Frederikke Mathilde Jensen. Efter folkskolan lärdes han upp inom lantbruket och fick en kortare utbildning på folkhögskolan Brejdablik (1945 och 1948) samt Vestbirk folkhögskola (1945-1946) och Nordens folkhögskola i Genève (1948). Han förpaktade familjegården från 1950 och var från 1966 dess ägare. Han var engagerad i Venstres Ungdom (VU) och var förbundsordförande i Otterup (1948-1950), Odense amt (1950-1952) och i Fyns stift (1952-1954). Han var också styrelseledamot i förbundsstyrelsen. Han blev invald i Folketinget 1953 för Otterups valkrets, som han sedan representerade till sin död 1970. Han var då Folketingets yngsta ledamot och arbetade främst med ungdomspolitiska frågor, bl.a. som ledamot i Statsradiofoniens och Arbejdsministeriets respektive ungdomsutskott. Han satt också i Landbokommissionen af 1960 och i Statens jordlovsudvalg.
Larsen utsågs till jordbruksminister i Hilmar Baunsgaards borgerliga regering 1968. Befattningen hade först erbjudits Anders Andersen, som dock tackade nej. Han positionerade sig som en anhängare av EG och Danmarks anslutning till denna, och förberedde därmed det danska jordbruket inför detta. Han åtnjöt popularitet från jordbruket, trots att han fick utstå kritik 1969 från lantbruksorganisationerna för att de inte var nöjda med jordbruksstödet. Han dog i följderna av en blodpropp 1970 och efterträddes av Henry Christensen.